# Anthocerotoideae
- Datos: Q5696915